# Orthomus gracilipes
Orthomus (Nesorthomus) gracilipes – gatunek chrząszcza z rodziny biegaczowatych i podrodziny Pterostichinae.

## Taksonomia
Gatunek ten został opisany w 1854 roku przez Thomasa Vernona Wollastona jako Argutor gracilipes.

## Opis
Ciało brązowawe, błyszczące, poniżej 12 mm długości. Górna część tylnej ⅓ pokryw spłaszczona. Golenie środkowej pary odnóży o tylnej połowie wewnętrznej krawędzi bez żadnych rozszerzeń. Od O. berrai różni się wyglądem edeagusa.

## Rozprzestrzenienie
Chrząszcz ten jest endemitem portugalskiej Madery.